# Z
 Тази статия е за буквата.  За филма от 1969 година вижте Z (филм).  
Z е двадесет и шестата буква от латинската азбука. Тя се среща в много от езиците, използващи латиницата. Буквата има звучна стойност /z/, /dz/, /ts/или /ʒ/. Тази буква се транскрибира на кирилица със „з“.